# Espagne au Concours Eurovision de la chanson 2017
L'Espagne est l'un des quarante-deux pays participants du Concours Eurovision de la chanson 2017, qui se déroule à Kiev en Ukraine. Le pays est représenté par Manel Navarro et sa chanson Do it for your lover, choisis via l'émission Objectivo Eurovisión. Lors de l'Eurovision termine en 26e et dernière place de la finale, ne recevant que 5 points 

## Sélection:Objetivo Eurovisión 2017
Objetivo Eurovisión 2017 est la sélection du représentant espagnol pour le Concours Eurovision de la chanson 2017. Elle se déroule à Madrid en février 2017. Six artistes y sont en compétition. L'un d'entre eux est sélectionné à partir d'une phase de présélection nommée Eurocasting. Les autres participants sont invités à participer par l’intermédiaire de leurs labels musicaux respectifs.

### Présélection: Eurocasting
L'un des artistes concurrents de la finale nationale est sélectionné au moyen de la présélection Eurocasting. Une période de soumission de candidatures a été ouverte du 27 octobre 2016 au 27 novembre 2016. À la fin de cette période, 392 candidatures ont été reçues. Par la suite, la présélection s'est déroulée en plusieurs phases :
- Les professionnels de RTVE Digital, la branche numérique du radiodiffuseur, ont évalué les candidatures et sélectionné 30 chansons pour les soumettre à un vote sur Internet[2]. Ces 30 chansons ont été dévoilées sur le site officiel de RTVE le 1er décembre 2016. Parmi les artistes présents à ce stade se trouvaient Javi Soleil, qui représentait l'Espagne à l'Eurovision 2007 en tant que membre du groupe D'Nash, et Brequette, qui avait participé à la sélection espagnole de 2014.
- Les internautes ont ensuite eu entre le 2 et le 12 décembre 2016 pour voter[3]. Les dix personnes ayant obtenu le plus de voix se sont qualifiées pour la prochaine étape
- Les dix artistes restants ont ensuite été évalués par un jury de professionnels qui a sélectionné trois candidats pour concourir lors de la finale de cette phase de présélection.
- Le 12 janvier 2017, les trois derniers candidats en lice se sont produits en direct sur le service de télévision interactive de la RTVE[4]. Le gagnant a été choisi par le public[2].

#### Première étape:  Vote Internet
Le vote a eu lieu du 2 au 12 décembre 2016. Les votes de 55 264 internautes ont été reçus. Les dix artistes qualifiés pour l'étape suivante ont été annoncés le 15 décembre 2016 lors de l'émission Spain Calling.
| Participants à l'Eurocasting (vote internet) | Participants à l'Eurocasting (vote internet)               | Participants à l'Eurocasting (vote internet) | Participants à l'Eurocasting (vote internet) |
| Interprète                                   | Chanson (traduction)                                       | Résultat                                     | Place                                        |
| -------------------------------------------- | ---------------------------------------------------------- | -------------------------------------------- | -------------------------------------------- |
| Alicia Nurho Band                            | Under the Light (Sous la lumière)                          | 3,253 %                                      | 15                                           |
| Brequette                                    | No Enemy (Pas d'ennemi)                                    | 4,591 %                                      | 3                                            |
| Dani J                                       | Sin ti (Sans toi)                                          | 3,372 %                                      | 13                                           |
| E-Twins                                      | Chica del vestido rojo (Fille avec la robe rouge)          | 2,857 %                                      | 25                                           |
| Fruela                                       | Live It Up (Profiter au maximum)                           | 3,723 %                                      | 6                                            |
| Íñigo                                        | Hoy es por mí (Aujourd'hui est pour moi)                   | 2,914 %                                      | 23                                           |
| Ivet Vidal                                   | Do You Want Me (Veux-tu de moi)                            | 3,074 %                                      | 20                                           |
| Javián                                       | No somos héroes (Nous ne sommes pas des héros)             | 4,672 %                                      | 2                                            |
| LeKlein                                      | Ouch!!                                                     | 4,105 %                                      | 4                                            |
| Milena Brody                                 | Momento (Moment)                                           | 2,888 %                                      | 24                                           |
| Nieves Hidalgo                               | Esclava (Esclave)                                          | 3,655 %                                      | 8                                            |
| Padre Damián                                 | Thousand Suns (Milles soleils)                             | 2,657 %                                      | 26                                           |
| Pedro Elipe                                  | Del dolor (De la douleur)                                  | 3,865 %                                      | 5                                            |
| Romy Low                                     | In Love (Amoureux)                                         | 3,715 %                                      | 7                                            |
| Stvrkid ft. Silence of the Wolves            | Sparkling Lights (Étincelles)                              | 3,424 %                                      | 12                                           |
| Ander & Rossi                                | Ahora soy yo (Maintenant c'est moi)                        | 2,979 %                                      | 22                                           |
| Carmel                                       | Waiting for a Better End (Attendre pour une fin meilleure) | 3,185 %                                      | 18                                           |
| Detergente Líquido                           | 131 bpm                                                    | 2,529 %                                      | 28                                           |
| Ektor Pan                                    | Perfect Storm (Orage parfait)                              | 3,009 %                                      | 21                                           |
| Gio                                          | Vuelve a mí (Reviens-moi)                                  | 3,369 %                                      | 14                                           |
| Iranzo Iranzinix                             | Bye te digo (Au revoir je te dis)                          | 2,321 %                                      | 30                                           |
| Javi Soleil                                  | Alas mojadas(Ailes mouillées)                              | 3,428 %                                      | 11                                           |
| Jon Josdi                                    | Dónde estabas tú (Où es-tu)                                | 2,405 %                                      | 29                                           |
| Lem Baquero                                  | Hard to Love You (Difficile de t'aimer)                    | 3,098 %                                      | 19                                           |
| Nicky Triphook                               | Daddy's Little Girl (Petite fille à papa)                  | 3,589 %                                      | 9                                            |
| Nito                                         | Luna (Lune)                                                | 4,813 %                                      | 1                                            |
| Paradise Phantoms                            | Madrifornia                                                | 3,195 %                                      | 17                                           |
| Rebeca Moss                                  | Volveré por ti (Je reviendrais pour toi)                   | 3,461 %                                      | 10                                           |
| Shannel                                      | Bailando (Danse)                                           | 3,238 %                                      | 16                                           |
| Wildback                                     | Noches de verano (Nuits d'été)                             | 2,616 %                                      | 27                                           |

#### Deuxième étape: Évaluation des jurys
Les dix candidats encore en lice sont ensuite passés devant un panel de jurés, qui a ensuite voté selon ses préférences. Chacun des sept membres du jury a attribué 3, 2 et 1 points à leurs trois entrées préférées. Les membres du jury étaient :
- Juan Magán
- Sheila Blanco
- Sebas E. Alonso
- David Feito
- Pepe Herrero
- Guille Milkyway
- Pascual Osa

Les trois finalistes ont été annoncés le 20 décembre 2016.
| Vote du panel de jury | Vote du panel de jury | Vote du panel de jury | Vote du panel de jury | Vote du panel de jury | Vote du panel de jury | Vote du panel de jury | Vote du panel de jury | Vote du panel de jury | Vote du panel de jury | Vote du panel de jury |
| Interprète            | Chanson               | Juré 1                | Juré 2                | Juré 3                | Juré 4                | Juré 5                | Juré 6                | Juré 7                | Points                | Place                 |
| --------------------- | --------------------- | --------------------- | --------------------- | --------------------- | --------------------- | --------------------- | --------------------- | --------------------- | --------------------- | --------------------- |
| Brequette             | No Enemy              | 2                     | 1                     | 1                     | 2                     | –                     | –                     | –                     | 6                     | 4                     |
| Fruela                | Live It Up            | 3                     | 2                     | –                     | 3                     | –                     | –                     | –                     | 8                     | 2                     |
| Javián                | No somos héroes       | –                     | –                     | 3                     | 1                     | –                     | –                     | 3                     | 7                     | 3                     |
| LeKlein               | Ouch!!                | 1                     | 3                     | –                     | –                     | 2                     | 3                     | –                     | 9                     | 1                     |
| Nieves Hidalgo        | Esclava               | –                     | –                     | 2                     | –                     | –                     | –                     | –                     | 2                     | 6                     |
| Pedro Elipe           | Del dolor             | –                     | –                     | –                     | –                     | –                     | –                     | 2                     | 2                     | 6                     |
| Romy Low              | In Love               | –                     | –                     | –                     | –                     | 1                     | –                     | –                     | 1                     | 8                     |
| Nicky Triphook        | Daddy's Little Girl   | –                     | –                     | –                     | –                     | 3                     | 2                     | 1                     | 6                     | 4                     |
| Nito                  | Luna                  | –                     | –                     | –                     | –                     | –                     | –                     | –                     | 0                     | 10                    |
| Rebeca Moss           | Volveré por ti        | –                     | –                     | –                     | –                     | –                     | 1                     | –                     | 1                     | 8                     |

#### Troisième étape: Émission en direct
Le 12 janvier 2017 a eu lieu la dernière étape de l'Eurocasting. Le public seul décide du vainqueur.
| 1 | Javián  | No somos héroes | 21.7%  | 2 |
| 2 | Fruela  | Live It Up      | 15.0%  | 3 |
| 3 | LeKlein | Ouch!!          | 63,3 % | 1 |

LeKlein remporte la soirée grâce au vote du public et participera donc à la finale nationale espagnole.
Les cinq autres concurrents de la finale nationale sélectionnés en interne ont également été révélés lors de cette émission.

### Finale nationale
La finale nationale a lieu en février 2017 
. Six artistes sont en compétition : LeKlein, qui a remporté sa place via un vote public lors de l'Eurocasting, ainsi que cinq autres candidats ayant été dévoilés en direct lors de la diffusion du concert Eurocasting.
| # | Interprète      | Chanson (traduction)                             | Jury        | Jury        | Jury    | Télévote | Total | Place |
| # | Interprète      | Chanson (traduction)                             | X. Martínez | J. Cárdenas | V. Díaz | Télévote | Total | Place |
| - | --------------- | ------------------------------------------------ | ----------- | ----------- | ------- | -------- | ----- | ----- |
| 1 | Manel Navarro   | Do It for Your Lover (Fais-le pour ton amoureux) | 12          | 10          | 12      | 24       | 58    | 1     |
| 2 | LeKlein         | Ouch!!                                           | 7           | 7           | 8       | 30       | 52    | 3     |
| 3 | Paula Rojo      | Lo que nunca fue (Ce qui n'a jamais été)         | 8           | 6           | 7       | 18       | 39    | 6     |
| 4 | Mario Jefferson | Spin My Head (Tourner ma tête)                   | 10          | 5           | 10      | 15       | 40    | 5     |
| 5 | Maika           | Momento crítico (Moment critique)                | 6           | 8           | 6       | 21       | 41    | 4     |
| 6 | Mirela          | Contigo (Avec toi)                               | 5           | 12          | 5       | 36       | 58    | 2     |

## À l'Eurovision
L'Espagne faisant partie du Big Five, elle est directement qualifiée pour la finale le 13 mai 2017 où elle arrive en 26e et dernière place avec 5 points.